# Čerňovice
Čerňovice település Csehországban, a Észak-plzeňi járásban. Čerňovice Trpísty, Erpužice, Líšťany, Pernarec és Pňovany településekkel határos. Lakosainak száma 199 fő (2024. január 1.).

## Népesség
A település lakosságának változását az alábbi diagram mutatja:
| Lakosok száma | 302  | 323  | 323  | 204  | 148  | 139  | 183  | 206  | 196  | 199  |
|               | 1869 | 1900 | 1921 | 1961 | 1980 | 2011 | 2016 | 2019 | 2021 | 2024 |